# Куннас, Маури
Ма́ури Та́пио Ку́ннас (фин. Mauri Tapio Kunnas; род. 11 февраля 1950, Ваммала, Финляндия) — всемирно известный финский писатель, автор комиксов и иллюстрированных книг для детей.
На 2019 год книги писателя были переведены на 36 языков и изданы в 36 странах мира, а продажи составили более 10 млн экземпляров.

## Биография
Родился 11 февраля 1950 года в городе Ваммала, в Финляндии.
В 1975 году окончил Университет искусства и дизайна в Хельсинки. Куннас известен в первую очередь как автор большого количества книг для детей, иллюстрированных им самим. Как правило, героями книг Маури Куннаса являются антропоморфные животные (собаки, лошади, кошки), а сюжеты произведений — это сюжеты классических произведений литературы и фольклора: Калевала, сказания о короле Артуре, «Семеро братьев» и др. Первая проиллюстрированная им книга для детей — «Книга финских эльфов» (фин. "Suomalainen tonttukirja") — вышла в 1979 году.
Кроме книг для детей, Куннас рисует пародийные рок-комиксы Nyrock City и политические карикатуры в газетах «Turun Sanomat» и «Helsingin Sanomat», причем в этих работах персонажи изображаются в обычном человеческом обличье.
В настоящее время проживает в Эспоо с супругой и помощницей Тарьей и тремя детьми — дочерьми Йенной (1983) и Ноорой (1987) и сыном Лаури (1989).

### Награды
- Командор ордена Льва Финляндии (2024)[3]

За свою длительную карьеру писатель удостоен награды Детской книжной ярмарки в Болонье.
- Государственная литературная премия (1981)
- Приз за достижения в сфере экспорта культуры Финской вещательной компании (1998)
- Ежегодный приз «Puupäähattu», присуждаемого Финским сообществом комиков

В 2009 году выдвинут Институтом Финляндии в Санкт-Петербурге как лучший зарубежный автор на конкурсе «Читающий Петербург 2009».
В 2014 году стал лауреатом "Литературной премии имени Виттории Самарелли" (г. Кастель Гоффредо, Италия).
В 2017 году его книга "История Финляндии Койрамяки" была номинирована на премию Finlandia Junior Prize.

## Творчество
Является на сегодняшний день самым успешным финским детским писателем, чьи книги завоевали любовь детей во всем мире и переведены на 35 языков и изданы в 36 странах мира, а общий тираж составил около 9 млн экземпляров.
В 2002 году в Финляндии из 240-тысячного тиража книги «Семеро собачьих братьев» («Seitsemän koiraveljestä») половина разошлась в первые три месяца.
Писатель удостоен самых престижных международных наград и признан на родине живым классиком.

### Список известных сказок
- «Книга финских эльфов» (фин. Suomalainen tonttukirja, 1979)
- «В доме на Собачьем холме» (фин. Koiramäen talossa, 1980)
- «В гостях у Санта-Клауса» (фин. Joulupukki, 1981, 2001) (Пер. с фин. А. Сидоровой — Москва: Издательский Дом Мещерякова, 2008)[8]
- «Дети с Собачьего холма в городе» (фин. Koiramäen lapset kaupungissa, 1982)
- «Большая книга спорта» (фин. Suuri urheilukirja, 1983)
- «Книга на ночь» (фин. Yökirja, 1984)
- «Книга страшилок» (фин. Hui kauhistus, 1985)
- «Рику, Роопе и Ринго, три повара» (фин. Riku, Roope ja Ringo, kolme kokkia, 1986)
- «Рику, Роопе и Ринго летят на Луну» (фин. Riku, Roope ja Ringo lentävät kuuhun, 1986)
- «Рику, Роопе и Ринго на телевидении» (фин. Riku, Roope ja Ringo teeveessä, 1986)
- (фин. Riku, Roope ja Ringo, värikäs päiva, 1986)
- «Двенадцать подарков для Санта-Клауса» (фин. 12 lahjaa joulupukille, 1987)
- (фин. Hullunkurinen lintukirja, 1987)
- «Зима на Собачьем холме» (фин. Koiramäen talvi, 1988)
- «Книга о космосе на все времена» (фин. Kaikkien aikojen avaruuskirja, 1989)
- (фин. Etusivun juttu, 1990)
- «Истории горы вампиров» (фин. Vampyyrivaarin tarinoita, 1991)
- «Собачья Калевала» (фин. Koirien Kalevala, 1992)
- (фин. Hurjan hauska autokirja, 1993)
- «Пираты, на помощь!» (фин. Apua, merirosvoja!, 1994)
- «Санта-Клаус и волшебный барабан» (фин. Joulupukki ja noitarumpu, 1995)
- (фин. Majatalon väki ja kaappikellon kummitukset, 1996)
- «Сказания короля Артура» (фин. Kuningas Artturin ritarit, 1997)
- «Церковь Рождества на Собачьем холме» (фин. Koiramäen joulukirkko, 1997)
- (фин. Puhveli-Billin lännensirkus, 1998)
- «Спокойной ночи, господин Хаккарайнен» (фин. Hyvää yötä, herra Hakkarainen, 1999)
- «Марта с Собачьего холма и колядовщики»(фин. Koiramäen Martta ja tiernapojat, 2000)
- «Азбука господина Хаккарайнена» (фин. Herra Hakkaraisen aakkoset, 2001)
- «Семеро собачьих братьев» (фин. Seitsemän koiraveljestä, 2002)
- (фин. Ujo Elvis - Tassulan tarinoita 1, 2003)
- (фин. Onnin paras joululahja - Tassulan tarinoita 2, 2003)
- (фин. Herra Hakkaraisen numerot, 2004)
- (фин. Seitsemän tätiä ja aarre - Tassulan tarinoita 3, 2004)
- (фин. Koiramäen Martta ja Ruuneperi, 2005)
- «Викинги идут» (фин. Viikingit tulevat!, 2006) (в соавторстве с Тарьей Куннас: Пер. с фин. А. Сидоровой — Санкт-Петербург: Издательство Речь, 2016)
- «Дети с Собачьего холма и водяной»(фин. Koiramäen lapset ja näkki, 2007)
- (фин. Herra Hakkaraisen 7 ihmettä, 2008)
- «Робин Гуд» (фин. Robin Hood, 2009) (в соавторстве с Тарьей Куннас: Пер. с фин. А. Сидоровой — Санкт-Петербург: Издательство Речь, 2016)
- (фин. Hurja-Harri ja pullon henki - Tassulan tarinoita 4, 2010)
- «Книга песен Собачьего холма» (фин. Koiramäen laulukirja, 2010)
- (фин. Kummallisuuksien käsikirja, 2011)
- (фин. Seikkailijan laulukirja, 2011)
- (фин. Tassulan iloinen keittokirja, 2012)